# イエダニ
イエダニ（家蝨、学名: Ornithonyssus bacoti）は、ダニの1種であり、ネズミの寄生虫ながら、ヒトにも頻繁に被害を与える。イエダニという語は人家に見られるダニ全般を指す言葉として使われることもあるが、標準和名としては本種のみをさす。英名をトロピカル・ラット・マイト（Tropical rat mite）という。これは本種が1913年にエジプトの船内のネズミから発見されたことによる。

## 特徴
雌成虫でも体長1 mm程度のダニ。雌成虫の体は楕円形で扁平、柔らかくて体長は0.7–1.0 mm、幅は0.3 mmで白から淡褐色をしているが、吸血すると腹部が丸く膨らんで体長1–1.3 mmになり、赤黒い色になる。背面前方を覆う背板は前が幅広く、後方が細くなる長卵円形で長さ／幅の比は約2.7で、18対36本のやや長い毛が生えている。腹面前方にある胸板は横に長い長方形をしており、毛が3対生えている。その後方にある生殖腹板は細長くて後方に狭まり、多少とがった毛が1対ある。腹面後方にある肛板は後方に狭まる洋梨型で、3本の毛がある。それらのキチン板以外の体表は表裏共に剛毛が密生し、背側には80対以上もある。鋏角は細長く、末端は鋏状で歯がない。

## 分布
全世界に広く分布するが、日本では移入種であり、大正時代（1912年から1926年）に入ったものと言われる。本種の主たる宿主であるクマネズミはインドか南西アジアであったと推定されており、インドの文化が東西に伝搬するのに合わせてその分布を広げたと考えられ、ヨーロッパ全域に拡がったのは13世紀とされる。他方でドブネズミは中央アジアが原産とされ、ヨーロッパ全体に行き渡ったのは17世紀とされる。いずれにせよ、本種もこれらのネズミと共に分布を広げたと考えられる。
日本での本種による被害は1926年頃から出始め、これは一説によると1923年の関東大震災の際に救援物資として国外から運び込まれた毛布などと共に持ち込まれたネズミがもたらしたという。日本全国に拡がったのは第二次世界大戦前であった。

## 生態など
イエダニは吸血性であり、生涯それ以外の餌は摂らない。本来の宿主はクマネズミであるが、ヒトからも頻繁に血を吸う。またドブネズミも宿主となる。
生活史としては、卵、幼虫、第1若虫、第2若虫、成虫の5段階がある。幼虫は歩脚が3対しかない。若虫は成虫と同じく4対の脚を持つが、生殖器が未発達で雌雄の区別がつかない。吸血は雌雄とも行うが、雌成虫はネズミから吸血した後に宿主を離れ、ネズミの巣の中で数日の間に20個ほどの卵を産む。雌は繰り返し吸血しては産卵することを繰り返し、1頭の雌個体は生涯に100個ほど産卵する。卵は1–2日で孵化し、幼虫が生まれる。幼虫は吸血をせず、約1日で脱皮して第1若虫となる。これは1回吸血して脱皮し、第2若虫となる。第2若虫は吸血せずに脱皮して成虫となる。卵から成虫までの期間は11–16日程度。成虫は1–2日で交尾を終える。繁殖は夏季に多い。なお、宿主を探すのは二酸化炭素に誘引されることによる。
なお、第1若虫と成虫は吸血せずとも1か月ほど生き延びることが出来る。

## 類似するもの
同様に人家内でヒトを刺すダニは他にもある。特に同属でムクドリなどにつくトリサシダニ O. sylvarum やニワトリにつくワクモ Dermanyssus gallinae 、スズメやツバメにつくスズメサシダニ D. hirundins などもよくヒトを刺し、外見もよく似ており、被害の状況も似ている。本種との違いはトリサシダニの場合、同属なので極めてよく似ていて区別が難しい。本種よりやや小型なこと、背板がやや細長いこと、背板の毛が本種が18対に対してこの種が17対であること、それ以外の背面の毛がまばらであること、胸板の毛が本種は3対であるのに対して2対であることなどで区別できる。後の2種は別属なのでもう少し様々な違いはあるが、外見的にはとてもよく似ている。胸板の毛に関してはこの2種も2対である。

## 被害と対策
上記のようにネズミの寄生虫ではあるが、その生息域が人家であり、古くからなじみの深い衛生害虫であった。家の中のダニといえば本種である、という状況があり日本では第二次大戦まではネズミの棲む家が多く、ダニに刺されて痒いと言えば本種によるものであった由。その後の衛生環境の改善で数は減ったが、これは主に人家の構造が変わり、特に屋根裏が少なくなり、家にネズミが住み着くことが少なくなったこと、それも下水に棲むドブネズミの増加に対して家に住み込むクマネズミが減ったことが原因と考えられる。しかし都市の繁華街などでネズミが再び増加し、本種の被害も発生している。
吸血するのは第1若虫と成虫(雌雄とも)であり、普通はネズミに付き、吸血しない時期にはその巣中に潜む。しかしネズミの巣内で個体数が増加すると巣を離れるものが現れ、ヒトを刺すようになる。ネズミが死んだ際にもダニが這い出し、被害が集中して出る。また、ネズミの子が巣立った後にも被害が出やすく、これは年間に5-6回になるのに対して、上記の鳥寄生性のダニの害は雛の巣立ち後に出やすく、4-7月(特に5-6月)と9月に集中し、冬期にはあまり出ず、冬に害をなすのは主として本種である。
刺されると激しい痒みを伴う小発赤、発疹を生じる。へそ周辺の腹部、脇の下、陰部などに被害が起きやすく、また小児や女性では症状が激しく、また襲われやすい。実験動物のマウスなどが害を受けることもある。ちなみに汗で湿っていて柔らかい肌の部分を好み、往々に陰部であったりすることから『エロダニ』の異名で呼ばれた。
症状はアレルギー反応により、従って噛まれた経験によっても変化する。同じ家族の中でも反応の程度は大きく違うことは珍しくなく、しかし大抵は1週間程度で症状は治まる。ちなみに上述の鳥由来のダニに噛まれた場合もその症状はよく似ており、そこから区別することは出来ない。
それ以外の被害、例えば病原体を媒介する、といったことは現実には起きていないが、実験的には発疹熱リケッチアを媒介する能力があることは確かめられている。他に再帰熱やペストの病原体を保有することもあるという。
駆除法としては、まずネズミの駆除が重要で、ネズミの巣を探して焼却し、周辺にダニがいるはずなので乳剤や粉剤を散布する。ネズミが死んだ場合もダニが周辺に這い出すので死体を除去すると同時に周辺に殺虫剤を散布する必要がある。しかし巣にしても死体にしても目の届かないところに多く、発見は難しい。燻煙などの方法でフェニトロチオン、ペルメトリオン、ダイアジノン、フェンチオンなどを散布するのが有効となる。
なお、下記のように家に住み込む鳥に寄生するダニが本種と同様の害を出す場合があり、その場合には当然ながら鳥の巣に対処しなければ意味がなく、このような本種への対処法をしても被害がなくならないことがあり得る。

## イエダニという語
上記のようにイエダニは従来はごく普通に見られ、『家の中で人に害をなすダニ』として真っ先に挙げられるものであった。例えば青木(1968)では本種に関する記事の冒頭が『あらゆるダニの中で一番なじみの深い』『だれもがよく知っている』と始めているほどである。しかし現在ではそれほど身近なものとはなっていない。他方で家の中のダニといえばむしろ埃や畳、絨毯、布団などの中に棲んでいるものが重視されるようになっている。それらはホコリダニやヒョウヒダニといったものが中心で、ヒトへの直接の害は与えないものの、アレルギーの原因としては重要なものである。またそれらのダニの捕食者であるツメダニ類は、時にヒトを刺すことがある。そのために本種ではなく、これらのダニをさしてイエダニと呼ぶことが多くなっている。島野(1985)にはそのような誤用の例を想定問答の形で示してある。
現実的に本種の害は重視されなくなっており、例えば嘉納、篠永(1997)には前半の図鑑部分に本種に関する記述は当然存在するのであるが、後半の解説部分のダニに関する事項は『室内埃のダニ』と『ツツガムシ』のみとなっており、前者で本種への言及はあるものの、ほんの一言だけとなっている。